# Chrystus wśród uczonych
Chrystus wśród uczonych – fresk autorstwa Giotto di Bondone, namalowany ok. 1305 roku dla kaplicy Scrovegnich w Padwie.
Jeden z 40 fresków namalowanych przez Giotta w kaplicy Scrovegnich należący do cyklu scen przedstawiających życie Joachima i Anny, rodziców Marii oraz Chrystusa.

Wątek dwunastoletniego Jezusa wśród uczonych został opisany jedynie w Ewangelii Łukasza. Maria i Józef, jak co roku, odwiedzili świątynie w Jerozolimie w święto Paschy. Po zakończeniu uroczystości wszyscy powrócili do domów, a jedynie Jezus pozostał w świątyni by móc porozmawiać z uczonymi w piśmie. Jego rodzice nie wiedzieli o tym i szukali go wszędzie: 

Dopiero po trzech dniach odnaleźli Go w świątyni, gdzie siedział między nauczycielami, przysłuchiwał się im i zadawał pytania. Wszyscy zaś, którzy Go słuchali, byli zdumieni bystrością Jego umysłu i odpowiedziami (Łk2 46-47)

Malarz przedstawił scenę w świątynnym pomieszczeniu z arkadami. Jezus siedzi pośrodku, a po obu stronach siedzą - po pięciu - zasłuchani mędrcy. Wszyscy ubrani są w długie szaty z kapturami na plecach. Ich twarze zdradzają zdumienie mądrością dwunastolatka. Postać małego Jezusa wyróżnia się dzięki swojej czerwonej szacie i aureoli.
Z lewej strony widać postaci Józefa i Marii w błękitnym odzieniu. Matka robi typowy gest osoby odnajdującej dziecko, wyciągając ku Chrystusowi swoje dłonie. Józef, bardziej powściągliwy, podnosi jedynie prawą dłoń, wskazując na syna.